# История Кунашира
На Серноводском перешейке, по берегам крупнейшего пресноводного водоёма острова Кунашир (озеро Песчаное) издревле селились люди, в том числе в эпоху неолита и железного века. Здесь были также поселения людей Охотской культуры, предков айнов. У озера «Медвежье» (расположено рядом с озером Песчаным) находилось святилище айнов, где они проводили ритуалы и ставили специальные палочки-инау. Окрестности современного небольшого озера «Медвежье» по-айнски называются «Инау усибецу», что в переводе означает «Место, где мы ставим инау».
На поселении Серноводское (ныне урочище Серноводск, см.ниже) на острове Кунашир найдена украшенная оттиском толстого шнура керамика, возрастом не менее 5 тысяч лет, характерная для раннего и среднего неолита острова Хоккайдо.

## В спорном статусе
Вопрос, кто раньше заявил права на Южные Курилы и, в частности, на Кунашир — Российская империя или Японская империя — до сих пор остаётся спорным. По японским источникам, русские прибыли на остров позднее, чем на другие острова. Имеются сведения, что японцы, принадлежавшие к княжеству Мацумаэ, в процессе исследования Эдзо заглядывали и на Южные Курилы. Вслед за экспедицией 1635 года, в которой предположительно участвовал некий Кинфиро, в 1644 году была составлена карта, на которой, хотя и условно, но были обозначены Сахалин и южнокурильские земли.
В 1643 году район Южных Курил обследовала голландская экспедиция Маартена Де Фриза, по итогам которой были составлены карты и описаны открытые мореходами земли, среди которых угадываются и Итуруп, и Кунашир, и другие острова Южных Курил. Кунашир вместе с Итурупом был голландцами по ошибке принят за продолжение острова Хоккайдо.
По русским сведениям, на момент появления русских казаков Кунашир скорее всего не был официальной территорией Японии, здесь проживали свободные местные племена — «мохнатые» (так называли айнов). Иван Козыревский в 1713 году по распросным сведениям составил описание Курильских островов и Хоккайдо (в то время носивший название «Матмай» айнского происхождения). Он отмечал, что на Кунашире «жители весьма богаты и не разнятся от жителей прочих островов, но вольный ли они народ или зависят от города Матмая, что на острове Матмай, неизвестно».
С 1731 года проживавшие на острове айны стали платить княжеству Мацумаэ дань.
B 1754 году подрядчик княжества Мацумаэ Хидая Кюбэй учредил первую японскую торговую факторию (басё) на крайнем юге Кунашира, в местечке Томари(ныне Головнино). В том же году даймё княжества Мацумаэ послал на Кунашир чиновников для осуществления административного контроля и надзора за торговлей и рыболовством.
В 1755 году, по свидетельству тойона Сторожева, айны заплатили ясак, то есть таким образом признали владычество России. Однако в 1769 году сотник Иван Чёрный докладывал со слов айнов, что на Кунашире имеется японская крепость.
С распространением и развитием басё, с их переходом в откупную систему (басё укэой) обострились противоречия между японскими колонизаторами и туземным населением и усилилось айнское сопротивление.
В 1774 году айнский вождь Цукиноэ (варианты имени — Цукиной, Тукиное) из Тобуи (варианты названия — Тубуи, Тофцу, ныне урочище Серноводск, расположенное на тихоокеанской стороне Серноводского перешейка Кунашира, к юго-востоку от озера Песчаного) захватил и разграбил торговое судно купеческого дома Хидая (который к тому времени возглавлял уже внук основателя, тоже Хидая Кюбэй), направленное с грузом и товарами для устройства на Кунашире басё укэой (торговые пункты) и торговли.
С 1774 по 1781 год торговля между южнокурильскими айнами и японцами не велась. Предположительной причиной является появление новых торговых партнёров у айнов — русских, закрепившихся на Урупе (экспедиция Антипина—Шабалина).
Обстановка меняется в начале 1780-х, когда у русского поселения на Урупе начинаются трудности вследствие взлива цунами.
Только в 1782 году Цукиноэ позволил торговому дому Хидая возобновить торговлю и японцам удалось устроить и на Кунашире басё укэой, на котором откупщики незамедлительно устроили рыбный промысел с переработкой рыбы на основе дешёвого кабального труда айнов. При этом хозяевами или приказчиками этих предприятий были японцы, изгнанные из метрополии за совершение различных преступлений. Люди подобного склада ожидаемо вели себя жестоко по отношению к айнам. Так, правительство бакуфу в 1783 году направило в Эдзо для проведения дознания о волнениях среди айнов чиновника Хэгури Тосаку. Он писал в «Записях о путешествии на восток» о жестокостях переводчиков и надсмотрщиков княжества Мацумаэ.
Всё это привело к вооружённому выступлению: восстанию айнов против японцев на Кунашире в 1789 году. При этом японский историк-русист Вада Харуки высказывает мнение, что за этим восстанием стояли интересы русской торговли, и что его необходимо рассматривать в рамках российско-японского противостояния на Южных Курилах.
Остров описан 20-м по счёту под названием Кунасыр или Кунашир у Г.И. Шелихова в его «Путешествии г. Шелехова с 1783 по 1790 год из Охотска по Восточному Океану к Американским берегам...»:

Кунасыр или Кунашир остров отстоит от вышеписанного на 40 верст, и простирается в длину на 150, а в ширину на 50 верст. Вдоль острова протянулись сопки и хребты высокие; но посредине есть равные и низменые места. Подле хрептов по падям ростет ельник, Листвяк, Березник, Ольховник, Рябинник, Тальник и местами сланцовой Кедровник, а по равным местам Еловой и лиственичной лес годной. По низким местам посредине острова лес редкой кустарник, трава ростет всякая, поля хорошие, где всякому хлебу родиться можно. Около берега местами ростут теже травы, какие и на других островах; сладкая трава весьма толста и высока. Звери водятся черные Медведи, Соболи и Лисицы, а в реках Выдры.
На полуденном конце сего острова от хребтов верст на пять низкое место, где вымывает из моря Жемчужных раковин, которых довольное число по песку валяется, и употребляются вместо тарелок. За мысом из бухты с моря залив большой, подобный озеру; в него из хребтов пала речка, в которую в летнее время из моря входит рыба всяких родов. По выше лопатки и низкого места большое озеро из которого в море бежит речка, и по ней из моря осенью в озеро накопляется довольное число Кеты и белой рыбы. На Северной стороне подле моря есть так же озера, около берегов промышляют сетьми Треску, Палтусину и других родов рыбы довольно, и между ими род рыбы, подобной Стерледям. На острове живут местами мохнатые Курильцы, мущин 41, женщин 93; детей мужеска полу 27, женска 33. На сем острове построена крепость и обведена рвом.

При этом, у разных исследователей 20-й и 21-й ординалы могли по-разному распределяться между Шикотаном и Кунаширом (например, у Шелихова не так, как у Чёрного и Головнина). Вот почему во времена российских «описей» второй половины 18 — начала 19 века остров также имел ещё одно номерное обозначение в составе Курильской гряды — Двадцать первый.
В 1799 году чиновники Кондо Сигэтоси и Ямада Рихей окончательно подчинили Японии Кунашир и обложили айнов налогами и повинностями.
В 1811 году капитан В. М. Головнин, проводивший гидрографическое описание Курильских островов, на острове Кунашир был встречен пальбою из пушек из близлежащей японской крепости. Там он с двумя офицерами и четырьмя матросами был взят в плен и провёл в заточении в Японии более двух лет. После этого остров остался на долгое время за пределами российского влияния.

## В составе Японии
7 февраля 1855 года в условиях Крымской войны Россия пошла на подписание японско-российского трактата о торговле и границах («Симодский трактат»).
Договор 1855 года установил государственную границу Российской империи и Японии между Урупом и Итурупом, таким образом Кунашир оказался по японскую сторону этой границы. Согласно административно-территориальному делению Японии остров стал уездом (гуном) Кунасири в 1869 году (с 1869 по 1882 год в составе провинции Тисима под управлением Комиссии по колонизации Хоккайдо; с 1882 до 1886 года — в составе префектуры Нэмуро, после — префектуры Хоккайдо).
В 1897 году Кунашир как отдельный уезд Кунасири был передан из состава провинции Тисима в состав свежеучреждённого округа Нэмуро.
В 1897 году о. Кунашир и г. Сибэцу соединил 25-километровый кабель, который в том же году был продлён и до Итурупа. Однако из-за частых обрывов дрейфующими льдами в 1899 году участок Сибэцу — Кунашир — Итуруп был упразднен, а взамен появился новый маршрут Нэмуро — Кунашир — Итуруп, действовавший до конца Второй мировой войны.

## Кунашир в годыВторой мировой войны
Местом сосредоточения основных японских сил на острове в последний год Второй Мировой войны было побережье залива Спокойный на северо-восточном конце острова (яп. Сиранукадомари).
В 6 часов утра 1 сентября 1945 года в ходе Курильской операции на остров был высажен советский десант. Через 6 часов Совинформбюро сообщило о занятии советскими войсками и кораблями флота острова Кунашир и освобождении от японских войск всех Курильских островов.

## В составе СССР/РСФСР и России
По итогам Второй мировой войны в 1945 году Кунашир стал частью СССР (РСФСР).
2 февраля 1946 года включён в состав Южно-Сахалинской области.
2 января 1947 года включён в состав Сахалинской области РСФСР.
В 1973 году извержение вулкана Тятя привело к отселению и упразднению близлежащего посёлка Тятино.
С момента присоединения Курильских островов к СССР в 1945 году, первые лица СССР так и не посетили этот регион.
С 1991 года в составе России, как страны-правопреемницы СССР.
В 1990-е основным работодателем и посёлкообразующим предприятием столицы острова оставался рыбокомбинат «Южно-Курильский», продолжавший выполнять социальные функции — коммунальные, дорожные, транспортные, энергоснабжения и т. п. Ввиду сложного экономического положения страны в это десятилетие, сокращались рабочие места, подолгу не выплачивалась зарплата — несмотря на близость к самым продуктивным районам Тихого океана.
В 1994 году остров затронуло Шикотанское землетрясение. Ощущались толчки интенсивностью 8-9 баллов, до побережья дошло цунами с высотой заплеска до 5-6 м. Обошлось без человеческих жертв, в отличие от Итурупа и Шикотана, но хозяйству и тут был нанесён значительный ущерб.
Землетрясение сильно разрушило хозяйство рыбокомбината «Южно-Курильский».
В 1997 году Южно-Курильский рыбокомбинат был объявлен банкротом, но в 1999 году реорганизовался в ООО ПКФ «Южно-Курильский рыбокомбинат». Обновлённое предприятие оказалось жизнеспособным, продолжило работать и развиваться в XXI веке.
В 2006—2009 гг. осуществлена перестройка островного аэропорта Менделеево.
Высшие должностные лица России также не посещали этот регион до начала XXI века. 1 ноября 2010 первым из руководителей России президент Дмитрий Медведев посетил с рабочим визитом остров Кунашир, что вызвало протесты японского правительства, также после этого был снят с должности посол Японии в России Масахару Коно.
В феврале 2011 года Южно-Курильские острова Итуруп и Кунашир посетил министр обороны России Анатолий Сердюков, заявивший о «перевооружении 18-й пулемётно-артиллерийской дивизии — „В ближайшее время будут приняты соответствующие решения с учётом того, что с 2011 года мы начинаем реализацию Государственной программы вооружений до 2020 года. Спланируем замену техники и вооружений дивизии“». На острове расквартирован 46-й пулемётно-артиллерийский полк этой дивизии.
3 июля 2012 года Д. А. Медведев, уже в ранге премьер-министра, повторно посетил остров Кунашир.
3 сентября 2022 года Россия отменила упрощённый режим посещения островов Кунашир, Итуруп и Малой Курильской гряды для граждан Японии.